# Xã Norton, Quận Kankakee, Illinois
Xã Norton (tiếng Anh: Norton Township) là một xã thuộc quận Kankakee, tiểu bang Illinois, Hoa Kỳ. Năm 2010, dân số của xã này là 978 người.